# Единая система технологической подготовки производства
Единая система технологической подготовки производства (ЕСТПП) — система организации и управления технологической подготовкой производства, которая регламентирована государственными стандартами, оформленными в виде комплекса межгосударственных стандартов, использование которых обеспечивает сокращение сроков подготовки производства продукции заданного качества, обеспечение высокой гибкости производственной структуры и значительной экономии трудовых, материальных и финансовых ресурсов.

## Основные понятия
Технологическая подготовка производства (ТПП) — совокупность мероприятий, обеспечивающих технологическую готовность производства.
Под технологической готовностью производства имеется в виду наличие на предприятии полных комплектов конструкторской и технологической документации и средств технологического оснащения, необходимых для обеспечения заданного объёма производства продукции с установленными технико-экономическими показателями.

## Структура
Комплекс государственных стандартов ЕСТПП делится с учётом состава основных функций ТПП на пять классификационных групп:
- группа 0 — общие положения;
- группа 1 — правила организации и управления процессом ТПП;
- группа 2 — правила обеспечения технологичности конструкции изделия;
- группа 3 — правила разработки и применения технологических процессов и средств технологического оснащения;
- группа 4 — правила применения технических средств механизации и автоматизации инженерно-технических работ.

## Основные функции
С точки зрения ЕСТПП технологическая подготовка производства предусматривает решение задач по направлениям:
- обеспечение технологичности конструкции изделия;
- проектирования технологических процессов;
- проектирование и изготовление технологической оснастки;
- организация и управление процессом технологической подготовки производства.

ЕСТПП базируется на принципах комплексной стандартизации, унификации и автоматизации производства . Внедрение системы обеспечивает высокий уровень технологичности изделий ещё на стадии проектирования, повышение уровня механизации и автоматизации производственных процессов, сокращает сроки подготовки производства новых изделий и объём разрабатываемой технологической документации.
Одним из важнейших принципов, заложенных в ЕСТПП, является типизация технологических процессов (типовые технологические процессы базируются на использовании стандартных заготовок и материалов, типовых методов обработки деталей, стандартных средств технологического оснащения, подобных форм организации производства и т. п.) изготовления унифицированных объектов производства и средств технологического оснащение на основе их классификации и группировки по подобным конструктивно-технологическим признакам.

## Действующие стандарты и рекомендации ЕСТПП
Межгосударственные стандарты ЕСТПП обозначаются номером 14. В перечень действующих ГОСТов ЕСТПП входит пять из сорока, разработанных на начальных этапах внедрения.

### ГОСТы ЕСТПП
- ГОСТ 14.004—83 Технологическая подготовка производства. Термины и определения основных понятий.
- ГОСТ 14.201—83 Обеспечение технологичности конструкции изделий. Общие требования.
- ГОСТ 14.205—83 Технологичности конструкции изделий. Термины и определения.
- ГОСТ 14.206—73 Технологический контроль конструкторской документации.
- ГОСТ 14.322—83 Единая система технологической подготовки производства. Нормирование расхода материалов. Основные положения.

### Прочие ГОСТы ЕСТПП
- ГОСТ 17420—72 Единая система технологической подготовки производства. Операции механической обработки резанием. Термины и определения

### Рекомендации по ЕСТПП
Действующие рекомендации, заменившие некоторые бывшие ГОСТы ЕСТПП:
- Р 50-54-4—87 Единая система технологической подготовки производства. Виды технического контроля
- Р 50-54-5—87 Единая система технологической подготовки производства. Разработка графической информационной модели системы технологической подготовки производства
- Р 50-54-6—87 Единая система технологической подготовки производства. Порядок разработки документации при совершенствовании системы технологической подготовки производства
- Р 50-54-11—87 Единая система технологической подготовки производства. Общие положения по выбору, проектированию и применению средств технологического оснащения
- Р 50-54-13—87 Единая система технологической подготовки производства. Организация автоматизированного решения задач обеспечения производства средствами технологического оснащения
- Р 50-54-14—87 Единая система технологической подготовки производства. Правила установления объектов, очередности автоматизация решения задач технологической подготовки производства и определения производительности средств вычислительной техники
- Р 50-54-87—88 Организация автоматизированного технологического проектирования
- Р 50-54-93—88 Рекомендации. Классификация, разработка и применение технологических процессов